# Bo’ness F.C.
Bo’ness F.C., właśc. Bo’ness Football Club – szkocki klub piłkarski z siedzibą w Bo’ness.

## Historia
Klub istniał w latach 1872–1945. W swojej historii występował przez jeden sezon w pierwszej lidze, w czasach kiedy stanowiły ją rozgrywki First Division (w edycji 1927/1928, zakończonej spadkiem). Rozegrał też 10 sezonów na poziomie drugiej ligi (w Second Division).

## Reprezentanci kraju grający w klubie
|  | - George Allan - John William Campbell - John May - John McTavish - Willie Porteous - Tom Townsley - Paddy Sheridan - / Christy Martin |